# Васильев, Иван Петрович (Герой Советского Союза)
Иван Петрович Васильев (1921—2010) — младший лейтенант Рабоче-крестьянской Красной Армии, участник Великой Отечественной войны, Герой Советского Союза (1943).

## Биография
Иван Васильев родился 2 августа 1921 года в деревне Турманское (ныне — Кадуйский район Вологодской области) в крестьянской семье. Окончил семь классов школы, работал слесарем на заводе «Большевик» в Ленинграде. В 1941 году Васильев был призван на службу в Рабоче-крестьянскую Красную Армию. Окончил школу младших командиров. С июня 1941 года — на фронтах Великой Отечественной войны. К сентябрю 1943 года сержант Иван Васильев был понтонёром 9-го отдельного моторизованного понтонно-мостового батальона 60-й армии Центрального фронта. Отличился во время битвы за Днепр.
В ходе переправы советских частей через Днепр в районе села Старый Глыбов Козелецкого района Черниговской области Украинской ССР Васильев вместе со своими товарищами организовал понтонную переправу для них. В ночь с 19 на 20 сентября 1943 года Васильев переправил первый десантный отряд для захвата плацдарма на западном берегу Днепра. Установив пулемёт на понтоне, при подходе к берегу Васильев прикрывал переправу.
Указом Президиума Верховного Совета СССР от 17 октября 1943 года сержант Иван Васильев был удостоен высокого звания Героя Советского Союза с вручением ордена Ленина и медали «Золотая Звезда».
В 1943 году Васильев вступил в ВКП(б). После окончания войны в звании младшего лейтенанта он был уволен в запас. Жил в Санкт-Петербурге, до выхода на пенсию работал слесарем-механиком ВНИИ телевидения. 
Скончался в 2010 году. Похоронен на кладбище города Колпино.
Также награждён орденами Октябрьской Революции и Отечественной войны 1-й степени, а также рядом медалей.